# Tony (série littéraire)
Pour les articles homonymes, voir Tony.
Tony est une série française de dix-neuf romans pour la jeunesse écrits par Huguette Carrière de 1971 à 1980 et publiée dans la collection Bibliothèque rose aux éditions Hachette. Elle n'a pas été rééditée depuis.
Série la plus connue de l'auteur, elle raconte les aventures de Tony et de ses amis qui, dans chaque histoire, mènent une enquête. L'action se déroule généralement dans la ville de Carcassonne. 
Les illustrations de tous les volumes sont l'œuvre du dessinateur Daniel Billon.

## L'auteur
Huguette Carrière (née le 28 décembre 1934) a été enseignante.
Parallèlement à la série Tony, elle a écrit d'autres romans pour la jeunesse pour la collection « Signe de piste ». 
Sous le pseudonyme collectif « Lucy Vincent », elle a co-écrit avec l'auteur pour la jeunesse Lucienne Pujol (née en 1907) quelques autres romans pour la jeunesse.

## Liste des romans
(ordre chronologique) 
- Tony et l'énigme de la Zimbollina (1971.01)
- Tony et l'homme invisible (1972.04)
- Tony et le masque aux yeux verts (1972.09)
- Tony et le garçon de l'autre planète (1972.12)
- Tony et le secret du cormoran (1973.04)
- Tony sur l'île interdite (1973.08)
- Tony et l'homme en habit (1973.12)
- Tony et le transistor (1974.04)
- Tony et la maison des ombres (1974.08)
- Tony et les gens du voyage (1974.12)
- Tony lève les masques (1975.05)
- Tony et les drôles de pistolets (1975.09)
- Tony et la cité en folie (1975.12)
- Tony et la perle noire (1976.06)
- Tony et le secret des pendules (1976.10)
- Tony tire les ficelles (1977.05)
- Tony et la valise fantôme (1978.01)
- Tony et le secret du gardian (1978.11)
- Tony au carnaval des robots (1980.10)

## Sources
sites internet
- Bibliothèque nationale de France (pour la bibliographie)
- Résumés des livres de la série Tony
- Fansite sur Huguette Carrière et la série Tony